# Козицкий, Николай Григорьевич
Николай Григорьевич Козицкий (Казицкий) (24 января (5 февраля) 1880, Сциборцы, Ушицкий уезд, ныне Хмельницкая область — начало ноября 1920 года, Каменка, ныне Черкасская область) — революционный деятель.

## Биография
Член Коммунистической партии с 1909 года. Родился в крестьянской семье, рабочий. Учился на медицинском факультете Киевского университета (1910—1912), исключен за революционную деятельность.
Участник Революции 1905—1907 гг. в Одессе. Неоднократно подвергался репрессиям. В 1907 году бежал из ссылки за границу (Англия, Германия, Австрия). С 1910 года — на партийной работе в Киеве, Екатеринославе, Петербурге.
После Февральской революции 1917 года — член завкома электротехнического завода акционерного общества «Сименс и Гальске» в Петрограде (впоследствии названного его именем); член Василеостровского райкома РСДРП(б); работал в Центральном совете фабзавкомов. Один из организаторов Красной гвардии. Участник Октябрьского вооружённого восстания в Петрограде; затем — член Петросовета, член Петроградского комитета партии большевиков, член ВЦИК.
В 1918—1919 годах — председатель городского Совета, затем председатель губисполкома в Нижнем Новгороде. В 1919 году — в Красной армии на Южном фронте. В 1920 году — председатель Подольского губернского ревкома (Винница), член президиума губернского комитета КП(б)У.

## Смерть
Согласно официальной версии, погиб в бою.
Художественная версия смерти Козицкого описана в воспоминаниях Юрия Горлис-Горского «Холодный Яр» в разделе «Негероическая смерть тов. Вильгруде-Соколова».

## Семья
- Первая жена — Анна Исааковна Левинсон (Козицкая) (?—1953),
  - дочь — Мария Николаевна Козицкая (1909—1987);
- вторая жена — Евгения Николаевна Егорова (1884—1936), по её девичьему паспорту из ссылки в Иркутской губернии бежала Марта-Элла Лепинь, которая и вошла в историю под этим именем[5].

## Память
- Именем были названы электротехнический завод в Ленинграде[6].
- Приборостроительный завод в Омске[1][2][3], после Великой Отечественной войны переименованы в «имени Ко́зицкого»[7]. На территории завода ему установлен памятник[8].
- В городе Виннице его именем были названы сквер (в 2013 году переименован в Европейскую площадь) и прилегающая к нему улица (в 2015 году переименована в улицу Николая Оводова); на одноимённой улице был установлен бюст (демонтирован 22 февраля 2014 года во время Евромайдана в рамках декоммунизации[9]).
- Улица в Советском районе Нижнего Новгорода.
- Переулок и микрорайон (посёлок Козицкого), а также Дом культуры имени Козицкого в Омске.